# Сосновка (Емелькинское сельское поселение)
 Сосновка  — деревня в Аксубаевском районе Татарстана. Входит в состав Емелькинского сельского поселения.

## География
Находится в южной части Татарстана на расстоянии приблизительно 14 км на запад-северо-запад по прямой от районного центра поселка Аксубаево.

## История
Основана в первой половине XIX века. Упоминалась также как Новопоселённая Сосновка. В 1883 году была открыта Казанско-Богородицкая церковь.

## Население
Постоянных жителей было: в 1859—447, в 1897—946, в 1908—882, в 1920—1094, в 1926—831, в 1938—653, в 1949—468, в 1958—442, в 1970—451, в 1979—335, в 1989—112, в 2002 году 189 (русские 73 %, чуваши 26 %), в 2010 году 116.